# Uçhisar
Uçhisar est une localité de Turquie, située dans la province de Nevşehir. Ce village est typique de la Cappadoce. Il est célèbre grâce au Kale, rocher visible à plusieurs kilomètres et point culminant de la Cappadoce (1300 m). Ce piton volcanique a été creusé d'abris depuis l'époque hittite (1500 av. J.-C.). La montagne n'a cessé ensuite de servir de refuge à d'autres, des premiers chrétiens persécutés par les Romains, des Byzantins menacés par les Turcs. Labyrinthique, la forteresse abrite un ensemble de chapelles, monastères, appartements, réfectoires, entrepôts ou salles communes reliés entre eux par un réseau de galeries qui se déploient sur vingt étages.
Quelques habitations troglodytiques y sont encore occupées.
Même si cette région n'apparait pas propice à toute vie, elle n'est pas du tout désertique. En effet les cultures se font grâce aux pluies et ont toujours permis de vivre dignement.

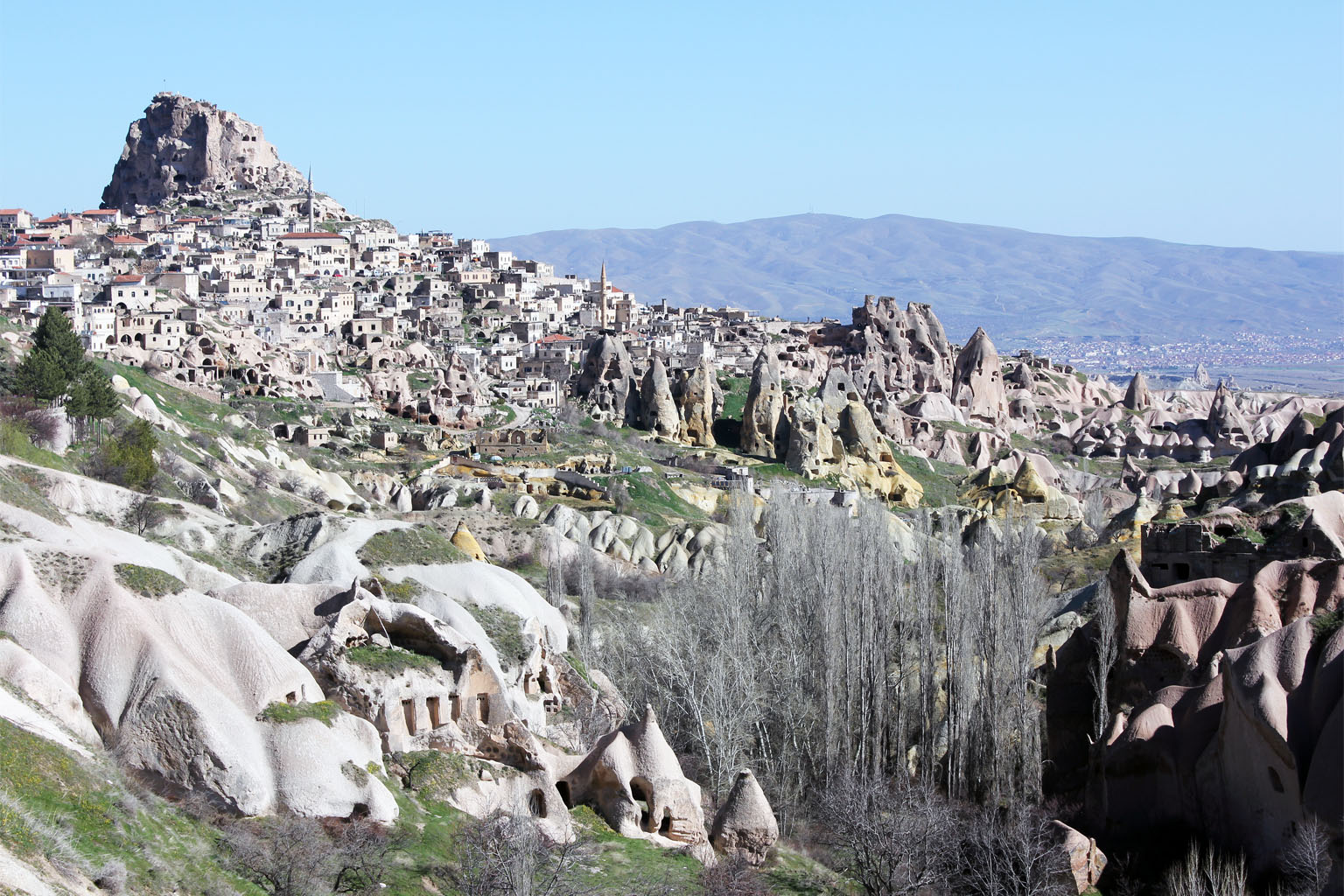
Uçhisar, habitat troglodytique de la vallée des Pigeonniers, vue 1
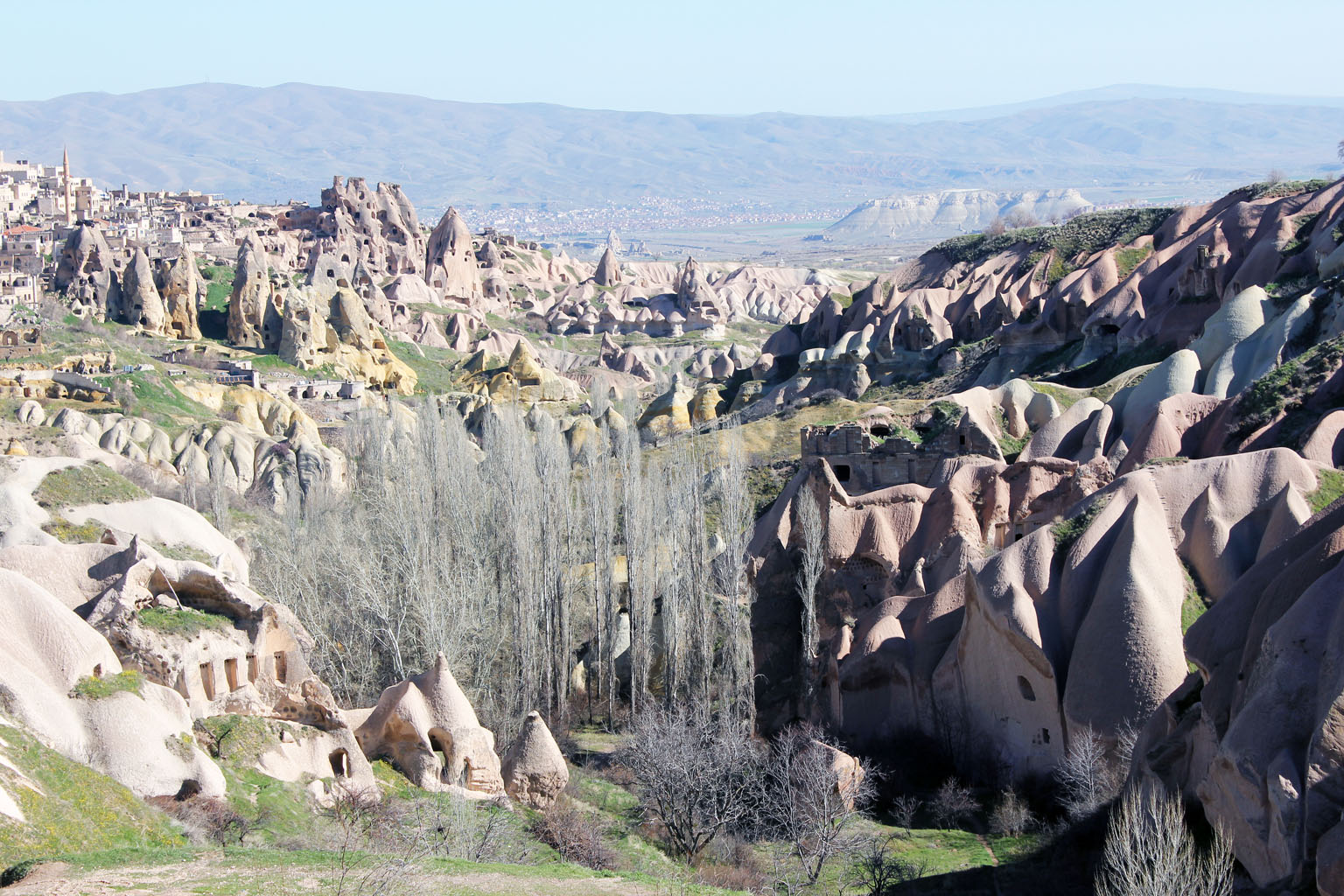
Uçhisar, habitat troglodytique de la vallée des Pigeonniers, vue 2
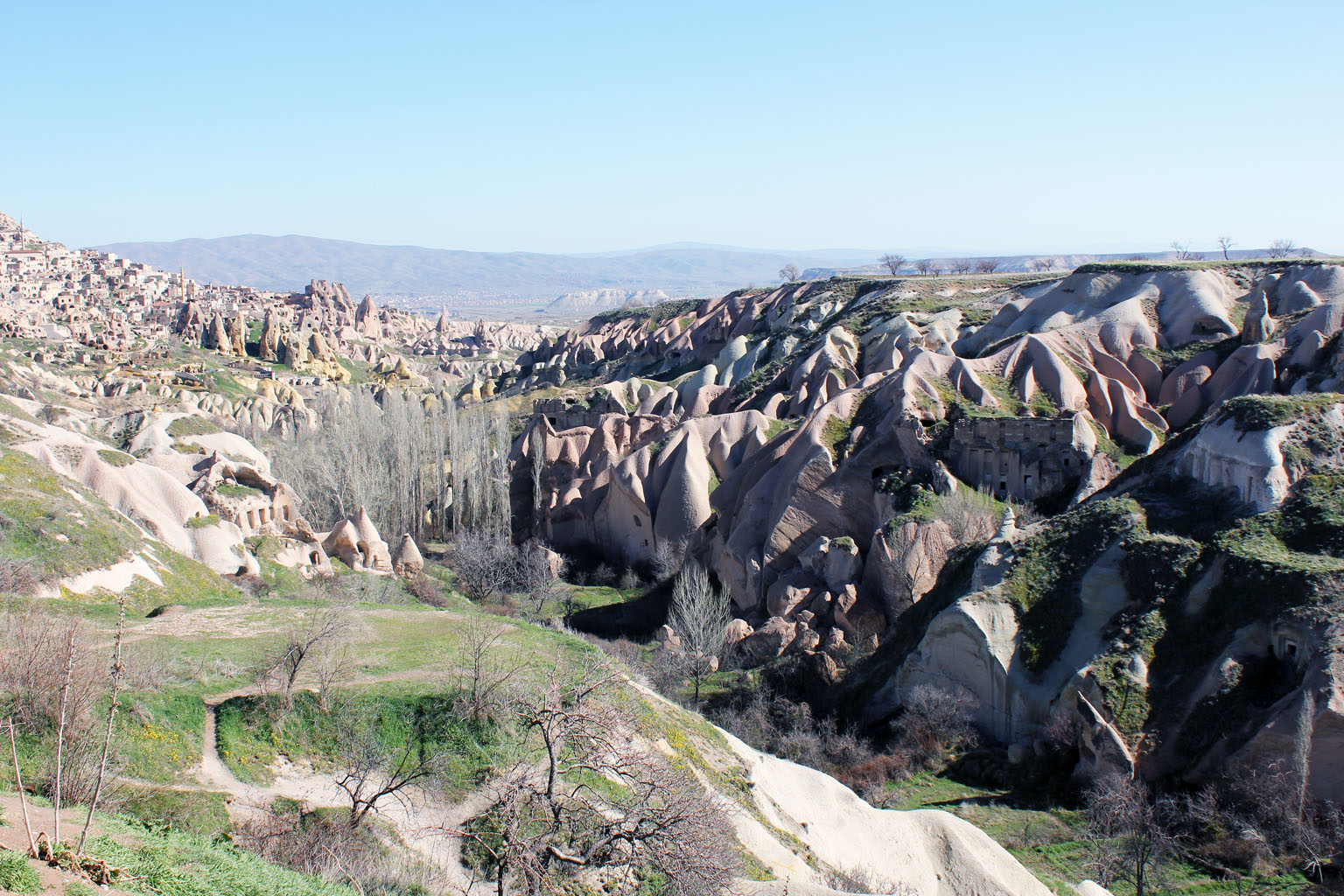
Uçhisar, habitat troglodytique de la vallée des Pigeonniers, vue 3

## Jumelages
- Cadaujac (France) depuis 2015[1]